# Блазис, Карло
Ка́рло Паскуа́ле Франче́ско Рафаэле Бальдасса́ре де Бла́зис (итал. Carlo Pasquale Francesco Raffaele Baldassare de Blasis; 4 ноября 1797, Неаполь — 15 января 1878, Черноббьо) — итальянский танцовщик, хореограф, балетный теоретик и педагог.

## Жизнь и творчество
Карло де Блазис родился в Неаполе в семье Франческо Антонио де Блазиса и Винченцы Колуцци де Зурла. Франческо де Блазис, сын испанского офицера, дослужившегося до высоких чинов, был известным в своё время композитором, некоторые из лирических опер и балетов которого впоследствии поставил на сцене его сын. В источниках существуют значительные расхождения по поводу даты рождения Карло — в этом качестве может фигурировать 1795, 1797 или 1803 год.
Семья де Блазисов занимала высокое положение в Неаполитанской республике, и с восстановлением власти Бурбонов Франческо решил покинуть Неаполь и отправиться в Лондон, где ему было предложено место в итальянском театре. По пути, однако, их корабль перехватили французские каперы, и Блазисы вместо Лондона оказались в Марселе. Там Франческо лично занимался музыкальным образованием сына, в остальном позаботившись для него о лучших учителях. Карло изучал геометрию, черчение, архитектуру, лепку, анатомию и литературу, а также балетное искусство, которое затем избрал в качестве карьеры. В этой области его учителями стали лучшие французские балетмейстеры эпохи — Пьер Гардель, Огюст Вестрис, Луи Милон.
Дебют Карло Блазиса на сцене, согласно «Биографическому словарю» Ф. Регли, состоялся в Большом театре Марселя в 1807 году, когда юному танцовщику было около 10 лет. Выступление прошло настолько удачно, что после этого он с согласия родителей принял участие в турне по Франции. В 1811 году отец Блазиса стал директором филармонического отделения Музея общественного образования. В это время Бордо был крупным центром балетного искусства, и Блазис-младший продолжил там обучение у маэстро Жана Дютарка (его сёстры Тереза и Вирджиния одновременно тоже готовились к сценической карьере — как драматическая и оперная актрисы соответственно). В Большом театре Бордо он был принят уже на сольные роли, дебютировав в театральном сезоне 1816/17 в роли эрцгерцога Леопольда в балете Ж.-Б. Барре «Теньер в деревне». Однако он чувствовал, что для дальнейшего развития ему необходимы занятия в одном из трёх главных центров мирового балета этого времени — в Париже, Милане или Лондоне.
В 1817 году Блазис дебютировал на сцене парижской Оперы, исполнив па-де-де в дивертисменте оперы Кателя «Баядерки». Хореографом спектакля был Гардель, под руководством которого молодой танцовщик продолжал совершенствовать своё мастерство. После этого Блазис с труппой артистов из Академии музыки отправился в турне по Франции. В следующем году он поступил на службу в миланский театр «Ла Скала».
К этому времени Блазис сформировался как «danseur noble» — исполнитель партий благородных и героических персонажей. В это амплуа, требовавшее передачи духа собственного достоинства героя, он вносил некое особенное изящество. В полной мере оно проявилось уже в первых его ролях в Италии — в балетах «Дедал» и «Шпага Кеннета» в хореографии Сальваторе Вигано (оба — «Ла Скала», 1818) и «Мирра» в его же постановке на следующий год в Венеции. Историк искусства Юрий Слонимский, изучавший творчество Блазиса, писал, что его пируэты были «головоломны и с трудом осуществимы», обладая «геометрической точностью» при совершенно неподвижной оси вращения.
В 1819 году Блазис сам впервые выступил как хореограф, поставив в театре «Ла Скала» балет «Придворный феодал» на музыку своего отца. Эта постановка заметно уступала балетам Вигано, и Блазис надолго оставил попытки в области хореографии. В 1820 году состоялся его дебют как балетного теоретика: вышел в свет трактат «Элементарный учебник теории и практики танца» с иллюстрациями художника Казарелли (пятьдесят семь поз артиста балета, для которых позировал сам автор). Книга приобрела популярность и в дальнейшем послужила образцом для других балетных учебников XIX века.
Как танцору Блазису в 1820-е годы сопутствовал успех в виде ангажементов в разных городах Италии (Турин в 1821, Флоренция в 1822, Рим в 1823, Венеция в 1825 году), а затем в Лондоне, куда он впервые прибыл в 1826 году выступать в театре «Хеймаркет». В Англии Блазис дебютировал в 1827 году в балете Эгвилля «Багдадский раб» и двух постановках Вигано. В этом же году он вторично попробовал свои силы как балетмейстер, подготовив к музыкальному фестивалю в Оксфорде постановку «Пандора» для любительского театра.
В следующие несколько лет из-под пера Блазиса вышел ещё ряд книг, посвящённых балетному искусству — «Кодекс Терпсихоры» и «Трактат о салонных танцах» (обе — 1828), а также «О происхождении и развитии античного и современного танца». В 1830 году все эти сочинения были объединены в изданное на французском языке «Полное руководство к танцу», которое сам автор считал практическим пособием как для учеников, так и для преподавателей балетного искусства. Этот трактат, значительную часть которого занимает фундаментальный теоретический раздел, так и остался в дальнейшем самой значительной работой Блазиса, в своих позднейших книгах лишь развивавшего уже сформулированные принципы. Идеи, излагаемые в «Кодексе Терпсихоры» и «Полном руководстве к танцу», созвучны теории балета, которую развивал в те же годы балетмейстер Август Бурнонвиль, и имеют намного более завершённую форму, чем в работах предшественников Блазиса — Гаспаро Анджолини и Жан-Жоржа Новерра.
В 1830 (или 1828) году в Генуе, куда Карло сопровождал свою сестру Вирджинию, он познакомился с талантливой и амбициозной балериной Аннунциатой Рамаччини, на которой вскоре женился. В этом браке в 1833 году родилась дочь Луиза, в будущем тоже ставшая балериной. Блазис занялся совершенствованием балетной техники супруги, которая с его помощью достигла больших успехов, и некоторое время они выступали вместе. Одной из лучших ролей Аннунциаты и одной из лучших балетных постановок самого Карло стал балет «Леокадия», поставленный в 1834 году в Модене. К этому времени танцевальная карьера Блазиса уже подходила к концу. Ещё в 1825 году, на пике славы, он впервые травмировал ступню, но продолжал выступать. Постепенно, однако, он терял форму, вызывая всё более нелицеприятные отзывы критиков, и после «Леокадии» решил завершить выступления как танцовщик (по собственным словам, «покинуть балет до того, как балет покинет его»).
После этого Блазис продолжил карьеру как хореограф и балетный педагог. Ему, в частности, приписывается введение в практику балета одной из ставших классическими балетных поз — аттитюды. Считается, что эта позиция, в которой присогнутая в колене нога вытянута назад, позаимствована у скульптуры Джамболоньи «Меркурий». Британская энциклопедия называет Блазиса и изобретателем техники, препятствующей головокружению при быстром вращении. Применяющий эту технику танцор поворачивает голову быстрым рывком, опережающим вращение всего остального тела, при этом удерживая взгляд в одной и той же точке.
В 1837 году Блазис возглавил Императорскую школу танца и пантомимы «Ла Скала», где Рамаччини одновременно вела классы пантомимы, и за 13 лет на посту директора превратил эту школу в лучшее учебное заведение мира в области балета. Его преподавательская техника основывалась на его же теории танца, согласно которой неизменные законы физического равновесия позволяют вывести формулу идеального равновесия танцовщика. Применив принципы геометрии к искусству танца, Блазис первым превратил его в точную науку. Как писал Слонимский, преподавание велось с использованием планиметрической терминологии, таблиц и чертежей. Успех преподавательской методики Блазиса стал очевиден уже к 1840 году, когда школа начала выпускать первых балетных звёзд, для которых были характерны «стальные» пуанты, чистота и высокий темп выполняемых элементов. Среди воспитанников хореографа была и так называемая «Плеяда» — семь исполнителей высочайшего класса: Мариетта Бадерна, Паскуале Борри, Аугуста Доминикеттис, Флора Фаббри, Амалия Феррарис, София Фуоко и Каролина Гранзини.
По завершении работы в Императорской академии Блазисы открыли в Милане частную школу, успех которой был не менее велик. В школе Блазиса учились выдающиеся впоследствии артисты балета — Вирджиния Цукки, Люсиль Гран, Амина Боскетти, Джованнина Кинг, Каролина Покини, Каролина Розати, с Карлотта Гризи и Фанни Черрито он занимался в школе уже как со состоявшимися звёздами. В 1847 году он был также приглашён как хореограф в лондонский театр Ковент-Гарден и во время пребывания в Англии выпустил очередной трактат — «Записки о танце», на этот раз скорее исторического, чем теоретико-педагогического характера.
Активную преподавательскую деятельность в Милане (с регулярными поездками в Лондон) Блазис вёл до 1856 года, когда получил приглашение занять пост хореографа в Большом театре Варшавы. В Варшаве он, помимо балетных спектаклей, ставил танцы к коронации Александра II. Вслед за Варшавой он отправился в Лиссабон. В Португалии он проработал до 1858 года как постановщик и педагог, оставив после себя балетную школу. В 1860 году Блазис попытал счастья как хореограф в Париже, но там его работа в этом качестве не нашла поклонников: выдающийся новатор в сфере балетной педагогики откровенно отстал от веяний хореографии.
В 1861 году Блазис принял приглашение дирекции Императорских театров приехать в Москву и занять должность балетмейстера и преподавателя Московского театрального училища. Как педагогу ему удалось заложить основы школы, подготовившей несколько поколений русских балерин и танцовщиков; развитие этой школы продолжил его собственный ученик Джованни Лепри, а затем лучший ученик самого Лепри — Энрико Чекетти. Как хореограф Блазис в эти годы поставил в Москве балеты «Фауст» (1861, на музыку Дж. Паниццы и Ц. Пуни), «Два дня в Венеции» (на музыку Минкуса) и «Орфа» (1862, на музыку Адана и Минкуса). В России он написал очередную свою книгу — «Танцы вообще, балетные знаменитости и национальные танцы», содержавшую отзывы о звёздах московского Большого театра и других балетных трупп, а также о собственных воспитанницах. Отдельная глава была посвящена Аннунциате Рамаччини. Блазис преподнёс рукопись книги императору Александру II, наградившему автора бриллиантовым перстнем. Однако при продлении контракта предлагаемое итальянцу жалованье было снижено, и в 1863 году он покинул Россию.
Вернувшись в Италию, Блазис продолжал работать и в 1870-е годы. Как хореограф он уже не был востребован и с 1866 года, поселившись в городке Черноббьо, сосредоточился на написании книг. В последние годы жизни он написал биографии Вигано и Гарделя, английского драматического актёра Дэвида Гаррика и композитора Джованни Перголези, не успев завершить ряд работ в области балета — «Хореографию, или Искусство писать танец», «Словарь танца» и «Поэму о танце». Карло Блазис умер в Черноббьо в январе 1878 года; Аннунциата Рамаччини пережила мужа, скончавшись в Милане в 1892 году.

### Избранные сочинения
- Traité élémentaire, Théorique et Pratique de l’Art de la Danse contenant les développemens, et les démonstrations des principes généraux et particuliers, qui doivent guider le danseur. — Bologna, 1820.
- Üb.: R. Burton. The Code of Terpsichore: a Practical and Historical Treatise on the Ballet, Dancing, and Pantomime; with a Complete Theory of the Art of Dancing. — London: J. Bulcock, 1828.
- Studi sulle arti imitatrici. — Milano, 1844.
- The Young Ladies Book. — London, 1829.
- Notes upon Dancing. — London: Delaporte, 1847.
- Dello stato attuale del ballo, mimica e della coreografia. — Torino, 1852.
- Charles Villeneuveв. — Gazetta dei teatri. — 1854.
- Del Carattere della Musica sacra e del sentimento religioso. — Milano, 1854.
- L’Uomo fisico, intellettuale e morale, opera di Carlo Blasis. — Milano, 1857.
- Leonardo da Vinci per Carlo Blasis. — Milano, 1872.
- Блазис К. Искусство танца. Вступительная статья Ю.И. Слонимского // Классики хореографии. [Сборник статей] / Ред Е. И. Чеснокова. — Л.: Искусство, 1937. — 358 с., ил. — 5000 экз.
- Блазис К. Танцы вообще. Балетные знаменитости и национальные танцы. — СПб.: Планета музыки, 2021. — 352 с. — (Балет и хореографическое искусство). — ISBN 978-5-8114-0839-9